# Carex aggregata
Carex aggregata är en halvgräsart som beskrevs av Kenneth Kent Mackenzie. Carex aggregata ingår i släktet starrar, och familjen halvgräs. Inga underarter finns listade i Catalogue of Life.